# 雅斯敏·库里
雅斯敏·库里（葡萄牙語：Yasmin Cury，1991年9月5日—），巴西女子羽毛球運動員。

## 簡歷
2013年10月，雅斯敏·库里出戰聖多明哥羽毛球公開賽，與安娜·保拉·坎波斯合作拿得女子雙打亞軍；同年12月，二人又在波多黎各羽毛球國際挑戰賽奪得亞軍。

## 主要比賽成績
只列出曾進入準決賽的國際賽事成績：
| 年份   | 賽事                         | 公開賽級別 | 項目     | 拍檔                | 成績   |
| ------ | ---------------------------- | ---------- | -------- | ------------------- | ------ |
| 2009年 | 泛美洲青年羽毛球錦標賽       | 其他       | 混合雙打 | Thomas Moretti      | 季軍   |
| 2009年 | 邁阿密羽毛球國際賽           | 未來系列賽 | 女子雙打 | Lorena Duany Conroy | 準決賽 |
| 2012年 | 巴西羽毛球國際賽             | 國際挑戰賽 | 女子單打 | －                  | 準決賽 |
| 2012年 | 巴西羽毛球國際賽             | 國際挑戰賽 | 女子雙打 | 安娜·保拉·坎波斯    | 準決賽 |
| 2012年 | 泛美洲羽毛球錦標賽           | 其他       | 混合團體 | －                  | 季軍   |
| 2012年 | 泛美洲羽毛球錦標賽           | 其他       | 女子單打 | －                  | 季軍   |
| 2013年 | 南方共同市場羽毛球國際系列賽 | 國際系列賽 | 女子單打 | －                  | 準決賽 |
| 2013年 | 南方共同市場羽毛球國際系列賽 | 國際系列賽 | 女子雙打 | 安娜·保拉·坎波斯    | 準決賽 |
| 2013年 | 阿根廷羽毛球國際賽           | 未來系列賽 | 女子雙打 | 安娜·保拉·坎波斯    | 準決賽 |
| 2013年 | 泛美洲羽毛球錦標賽           | 其他       | 混合團體 | －                  | 季軍   |
| 2013年 | 聖多明哥羽毛球公開賽         | 國際系列賽 | 女子單打 | －                  | 準決賽 |
| 2013年 | 聖多明哥羽毛球公開賽         | 國際系列賽 | 女子雙打 | 安娜·保拉·坎波斯    | 亞軍   |
| 2013年 | 波多黎各羽毛球國際挑戰賽     | 國際挑戰賽 | 女子雙打 | 安娜·保拉·坎波斯    | 亞軍   |
| 2014年 | 泛美洲羽毛球錦標賽           | 其他       | 混合團體 | －                  | 季軍   |

| 2007-2017年 | 首要超級賽 | 超級賽 | 黃金大獎賽 | 大獎賽 | 國際挑戰賽 | 國際系列賽 | 未來系列賽 | 其他 |

| 2018-2026年 | 總決賽 | 超級1000賽 | 超級750賽 | 超級500賽 | 超級300賽 | 超級100賽 | 國際挑戰賽 | 國際系列賽 | 未來系列賽 | 其他 |